# 雷洪 (1974年)
雷洪（1974年12月—），江西丰城人，汉族，中国共产党党员。中华人民共和国政治人物、第十三届全国人民代表大会广西壮族自治区代表。

## 生平
2018年，雷洪被选为广西壮族自治区出席第十三届全国人民代表大会代表。